# C/2018 R5 (Lemmon)
C/2018 R5 (Lemmon) — одна з короткоперіодичних комет типу комети Галлея. Відкрита 8 вересня 2018 року; була 19.0m на час відкриття.